# Lisa Ginzburg
Lisa Ginzburg (Firenze, 25 ottobre 1966) è una scrittrice e traduttrice italiana.

## Biografia
Figlia di Carlo Ginzburg e Anna Rossi-Doria, nonché nipote di Natalia Ginzburg, si è laureata in Filosofia presso la Sapienza di Roma e perfezionata alla Normale di Pisa. Dopo essersi occupata della mistica francese del Seicento (si ricorda in particolare l'edizione del Commento mistico al Cantico dei cantici di Jeanne Guyon, Genova, Marietti, 1997) ha lavorato come traduttrice (tra i suoi lavori, L' imperatore Giuliano e l'arte della scrittura di Alexandre Kojève, Roma, Donzelli, 1998 e Pene d'amor perdute di William Shakespeare, Torino, Einaudi, 2002) e collaborato a giornali e riviste quali Il Messaggero, Avvenire e Domus.
Ha curato, con Cesare Garboli, È difficile parlare di sé,  conversazione a più voci con Natalia Ginzburg condotta da Marino Sinibaldi, opera pubblicata da Einaudi nel 1999. Ha pubblicato le raccolte di racconti Colpi d'ala (Feltrinelli 2006) e Spietati i mansueti (Gaffi, 2016) e i romanzi Desiderava la bufera (Feltrinelli 2002), Per amore (Marsilio 2016). Nel 2021 il suo romanzo Cara pace (Milano, Ponte alle Grazie, 2020) è stato selezionato nella dozzina della LXXV edizione del Premio Strega, su proposta di Nadia Terranova.

## Opere principali
- Mercati: viaggio nell'Italia che vende, Roma, Editori riuniti, 2001
- Desiderava la bufera, Milano, Feltrinelli, 2002
- Anita: storia di Anita Garibaldi, Roma, E/O, 2005
- Colpi d'ala, Milano, Feltrinelli, 2006
- Malìa Bahia, Roma-Bari, Laterza, 2007
- Per amore, Venezia, Marsilio, 2016 [2]
- Spietati i mansueti, Roma, Gaffi, 2016
- Buongiorno mezzanotte, torno a casa, Roma, Italo Svevo, 2018[3]
- Pura invenzione. Dodici variazioni su Frankenstein di Mary Shelley, Venezia, Marsilio, 2019
- Cara pace, Milano, Ponte alle Grazie, 2020
- Jeanne Moreau. La luce del rigore, Roma, Giulio Perrone, 2021
- Cercavo un’immensità. Vita di Clarice Lispector, Palermo, rueBallu Edizioni, 2022
- Una piuma nascosta, Milano, Rizzoli, 2023